# Kualakapuas
Kualakapuas är en ort i Indonesien.   Den ligger i provinsen Kalimantan Tengah, i den västra delen av landet, 900 km öster om huvudstaden Jakarta. Kualakapuas ligger 9 meter över havet och antalet invånare är 35 632.
Terrängen runt Kualakapuas är mycket platt. Runt Kualakapuas är det ganska tätbefolkat, med 179 invånare per kvadratkilometer. Det finns inga andra samhällen i närheten. Omgivningarna runt Kualakapuas är en mosaik av jordbruksmark och naturlig växtlighet.